# Медведівський краєзнавчий музей
Медведівський краєзнавчий музей — освітньо-культурний заклад у с. Медведівка Чигиринського району Черкаської області. Входить до філіалу «Холодний Яр» Національного історико-культурного заповідника «Чигирин».

## Історія
Музей засновано наприкінці 1960-х років як шкільний краєзнавчий. Ініціатором його створення став вчитель історії, краєзнавець Руденко О. К.
У 1992 році музей увійшов до складу філіалу «Холодний Яр» і був перенесений до окремої будівлі в центрі села, яка раніше була житлом місцевого священика. В 1997 році у музеї були відкриті зали з тимчасовою експозицією з археології регіону, історії Коліївщини, розвитку ремесел краю, історії Холодноярських змагань 1918—1922 років.

## Галерея

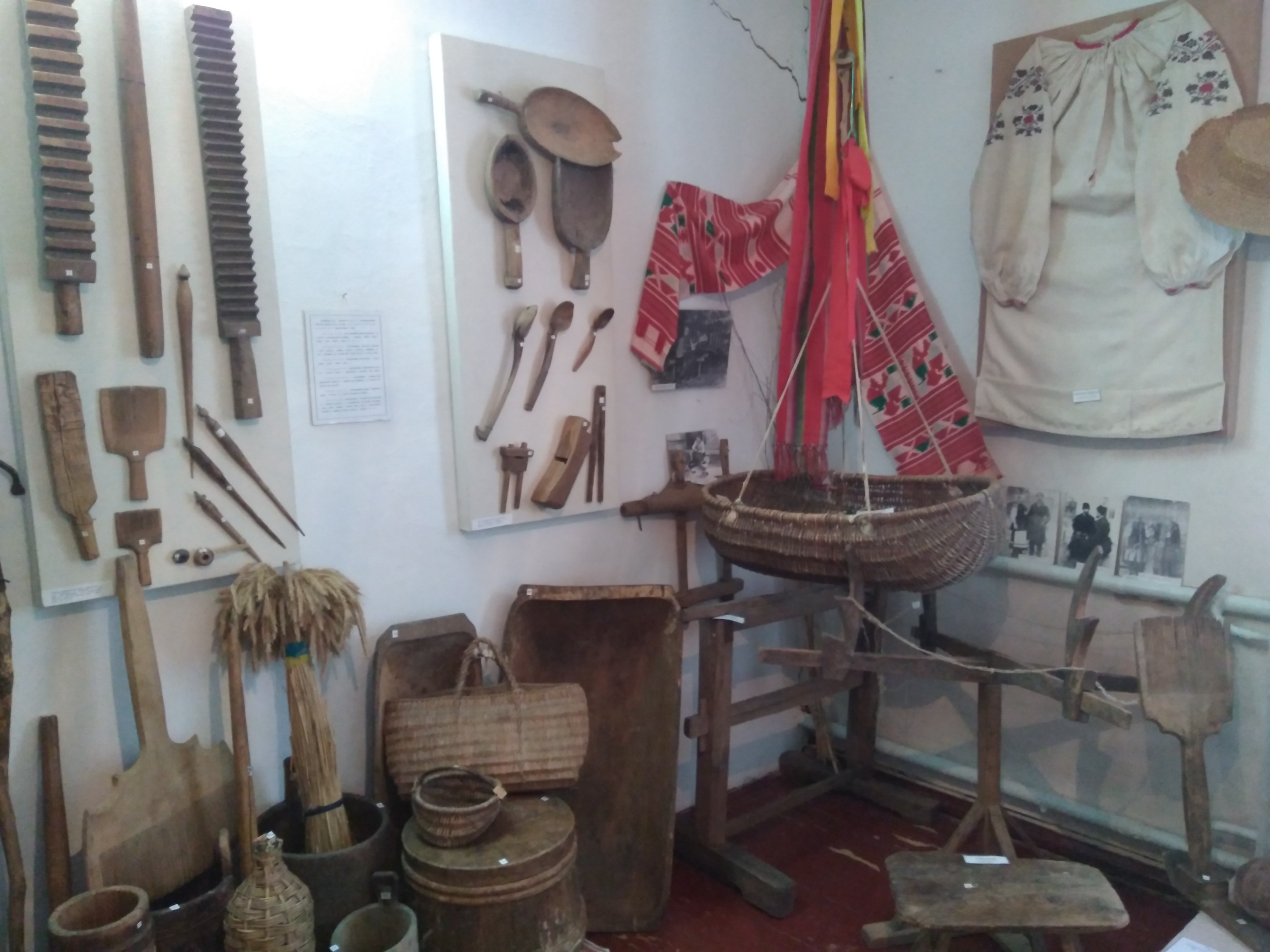
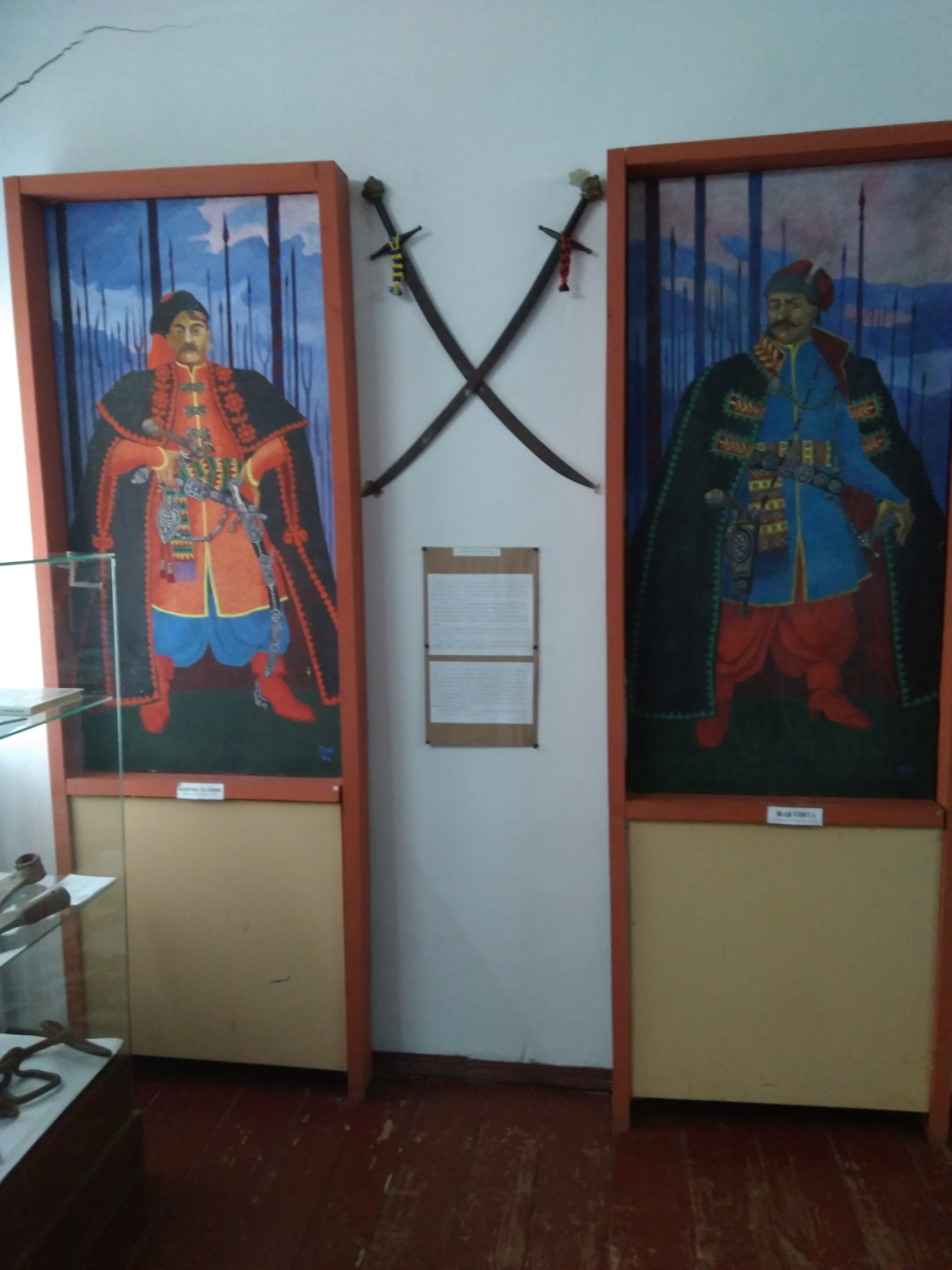
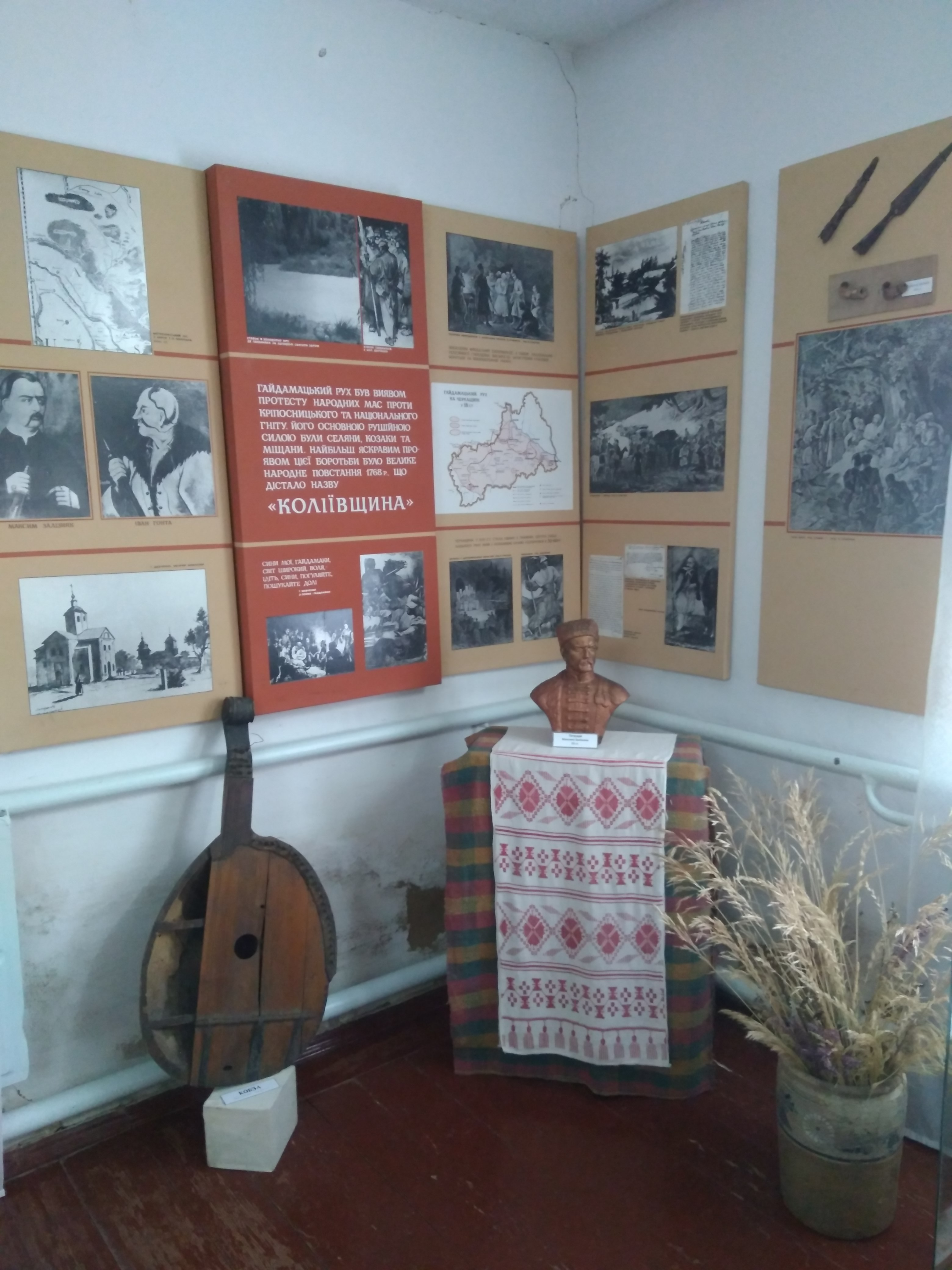
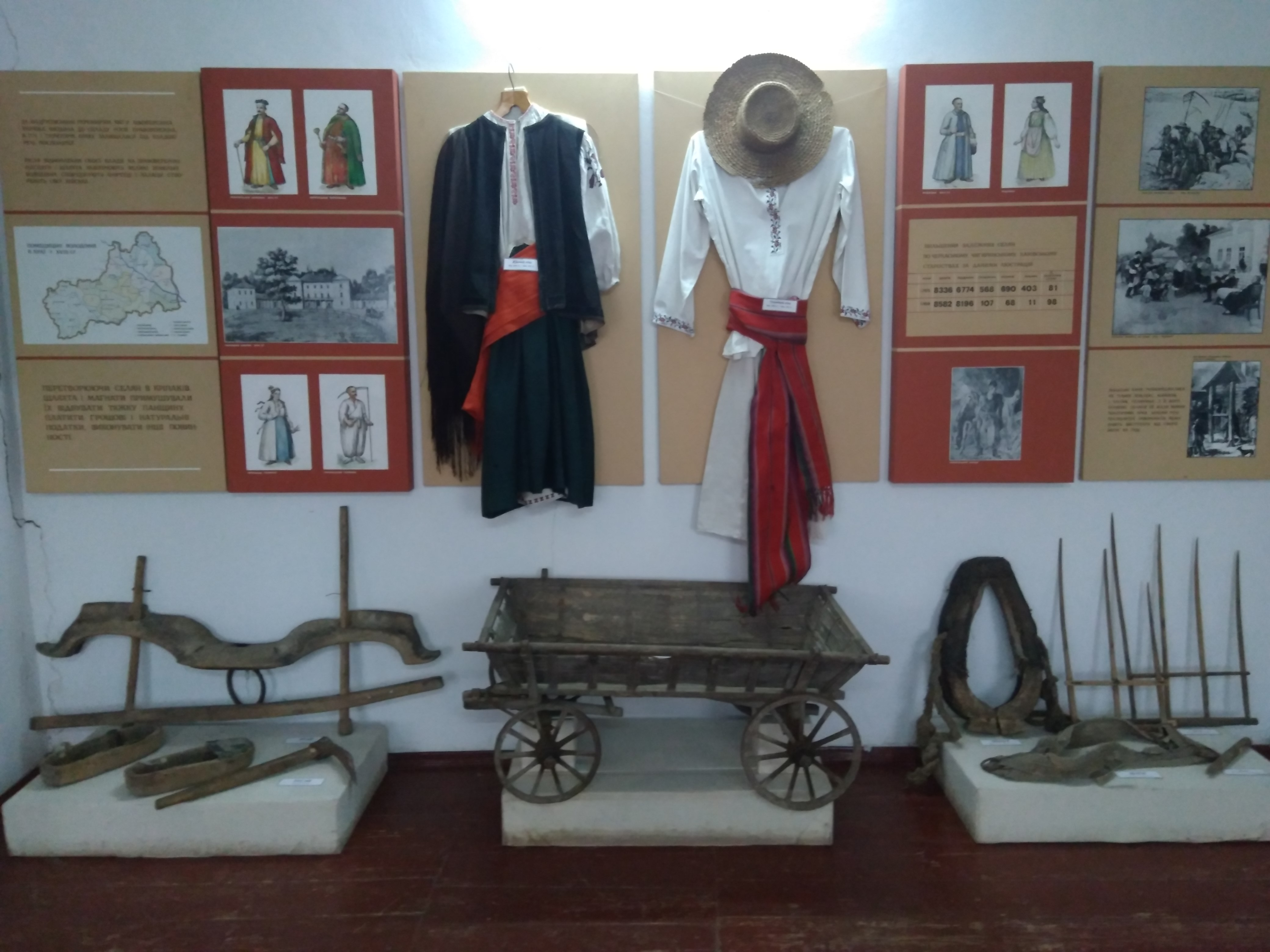
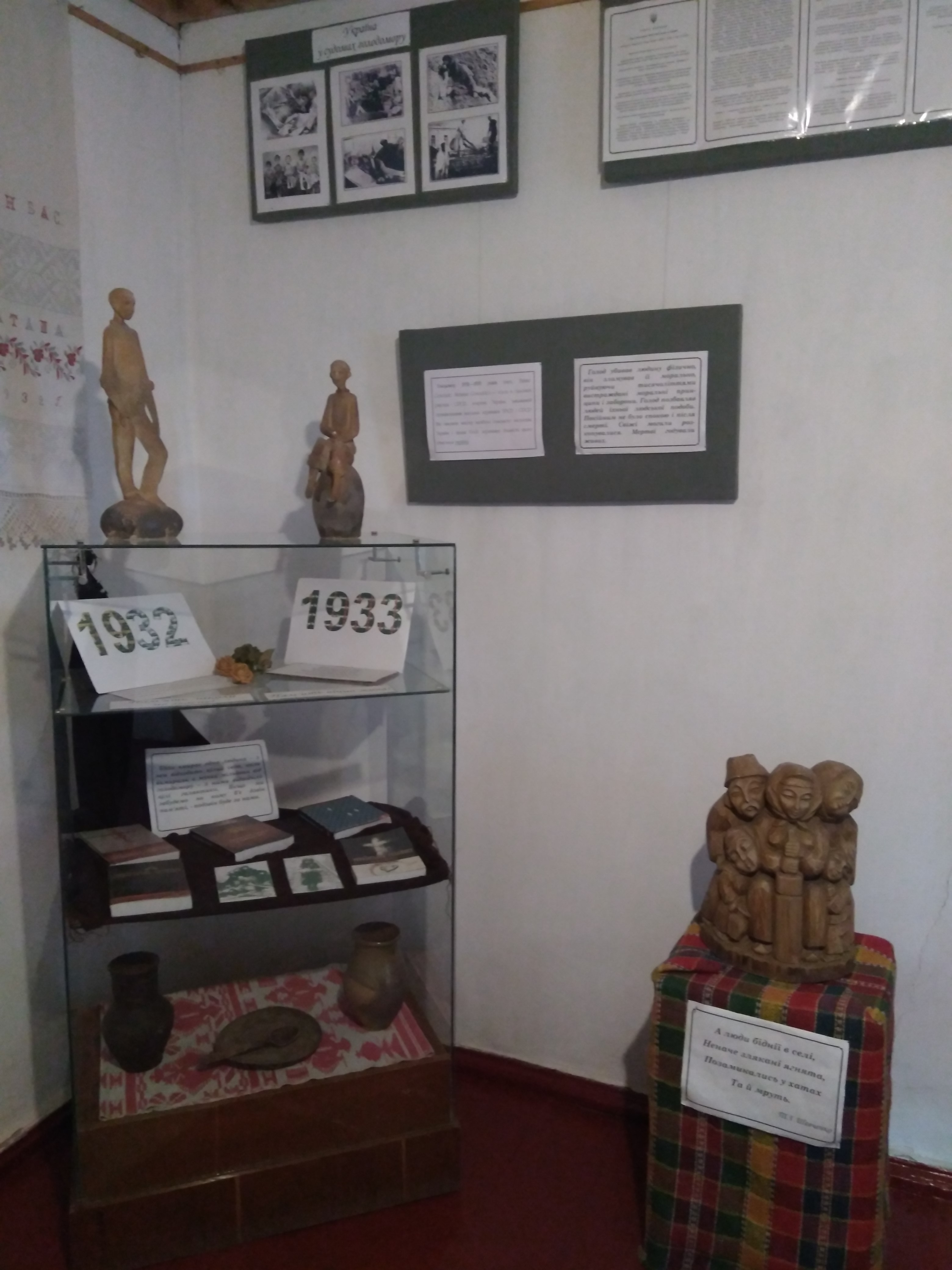
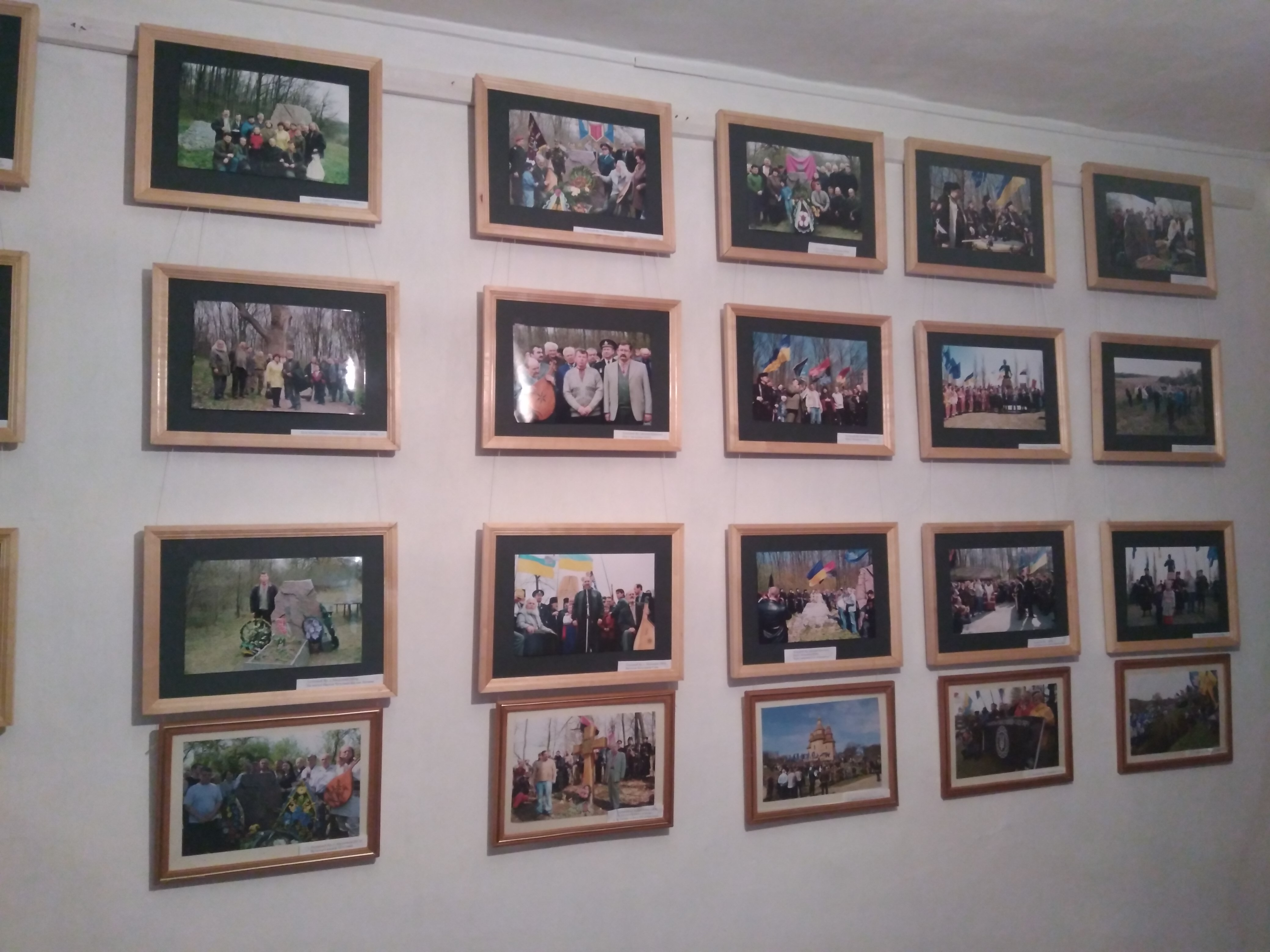

## Експозиція
Експозиція розташована в декількох залах. У ній представлено експонати щодо ремесел та промислів Холодноярщини (предмети побуту, одяг); про історію урочища Холодний Яр — археологічні; часів козаччини; Коліївщини; другої світової війни, у якій брали участь місцеві партизанські загони; окрему виставку присвячено мешканцям Холодного Яру, які мали причетність до подій на Майдані 2013—2014 років.